# Gostała
Gostała (ros. Гостала) – wieś w Rosji, w Dagestanie, w rejonie kazbiekowskim. W 2010 liczyła 517 mieszkańców, głównie Awarów.